# Stripboekbelettering
Het aanbrengen van de tekst in de stripballonnetjes wordt het letteren genoemd. Dit kan ogenschijnlijk eenvoudig werk zijn, maar de juiste keuze van het font, de lettergrootte en de spatiëring van de woorden in de ballon dragen bij aan de impact van de tekst. Een goede letteraar is een goede kalligraaf.
Een veel voorkomende belettering is de eenvoudige handgeschreven blokletter, waarbij uitsluitend kapitalen gebruikt worden. In de oorspronkelijke taal worden de meeste stripboeken beletterd door de tekenaar zelf.  Soms wordt een stripboekbeletteraar door een tekenaar ingehuurd, als de tekenaar zelf niet tevreden is over zijn handschrift. Ook bij vertalingen worden strips vaak beletterd door speciale letteraars. De letteraar past hierbij zijn handschrift aan aan de tekenstijl van de tekenaar. Vaak is de letteraar ook de ontwerper van de titel op de kaft.

## Tekststijl
De belettering bestaat lang niet altijd uit zuivere tekst.
Vaak wordt met extra grote letters uitgebeeld dat de spreker boos is en hard schreeuwt, of met kleine letters dat hij fluistert.
Marten Toonder liet de sprekers (zogenaamd) zelf hun tekstballonnetjes invullen.
Wammes Waggel sprak met een onbeholpen handschrift en de Markies de Canteclaer met krullerige kalligrafie. 
Met het lettertype kan worden aangeduid dat er een vreemde taal wordt gesproken.
Zo spreken de Goten in de verhalen van Astérix met Gotische letters.
Dat is begrijpelijk voor de striplezer terwijl toch wordt benadrukt dat de sprekers elkaar niet verstaan.

## Handlettering
Vroeger werden alle strips met de hand geletterd. In 2013 ontving Richard Pakker de zogenaamde 'Bulletje en Boonestaak Schaal' van het Stripschap, als eerbetoon aan 'een van de meest legendarische letterstudios die Nederland ooit heeft gekend'. Van 1956 tot 2002 had Pakker een  studio in Amsterdam waar hij ooit met twintig medewerkers o.a. Asterix beletterde, maar ook tijdschriften als Tina en Eppo. Ook het tijdschrift Donald Duck gebruikt nog steeds de letters die in zijn studio zijn ontworpen.
Nederlandse handletteraars zijn:
- Frits Jonker (Casterman, Big Balloon)
- Peter Kuijpers (Andreas, Sherpa)
- Peter Pontiac (Maus, Kafka van Crumb)
- Rudy Vrooman (Eppo Wordt Vervolgd, Big Balloon)

## Computerlettering
Sinds de opkomst van de computer in de grafische sector worden veel strips met de computer geletterd. Hierbij worden commerciële lettertypen gebruikt, maar vaker fonts speciaal voor de auteur ontworpen aan de hand van zijn handschrift. Om het handschrift er natuurlijk uit te laten zien worden er ook shift-fonts ontworpen, waarbij de letters afgewisseld kunnen worden.
Bij uitzonderlijke boekuitgaves wordt soms nog steeds voor de arbeidsintensievere en duurdere handlettering gekozen. Deze handlettering wordt vervolgens gescand.
Nederlandse computerletteraars zijn:
- Peter Kuijpers
- Studio Meini (Asterix)
- Rudy Vrooman (Trondheim)

## Letterontwerpen in het Rijksmuseum Amsterdam

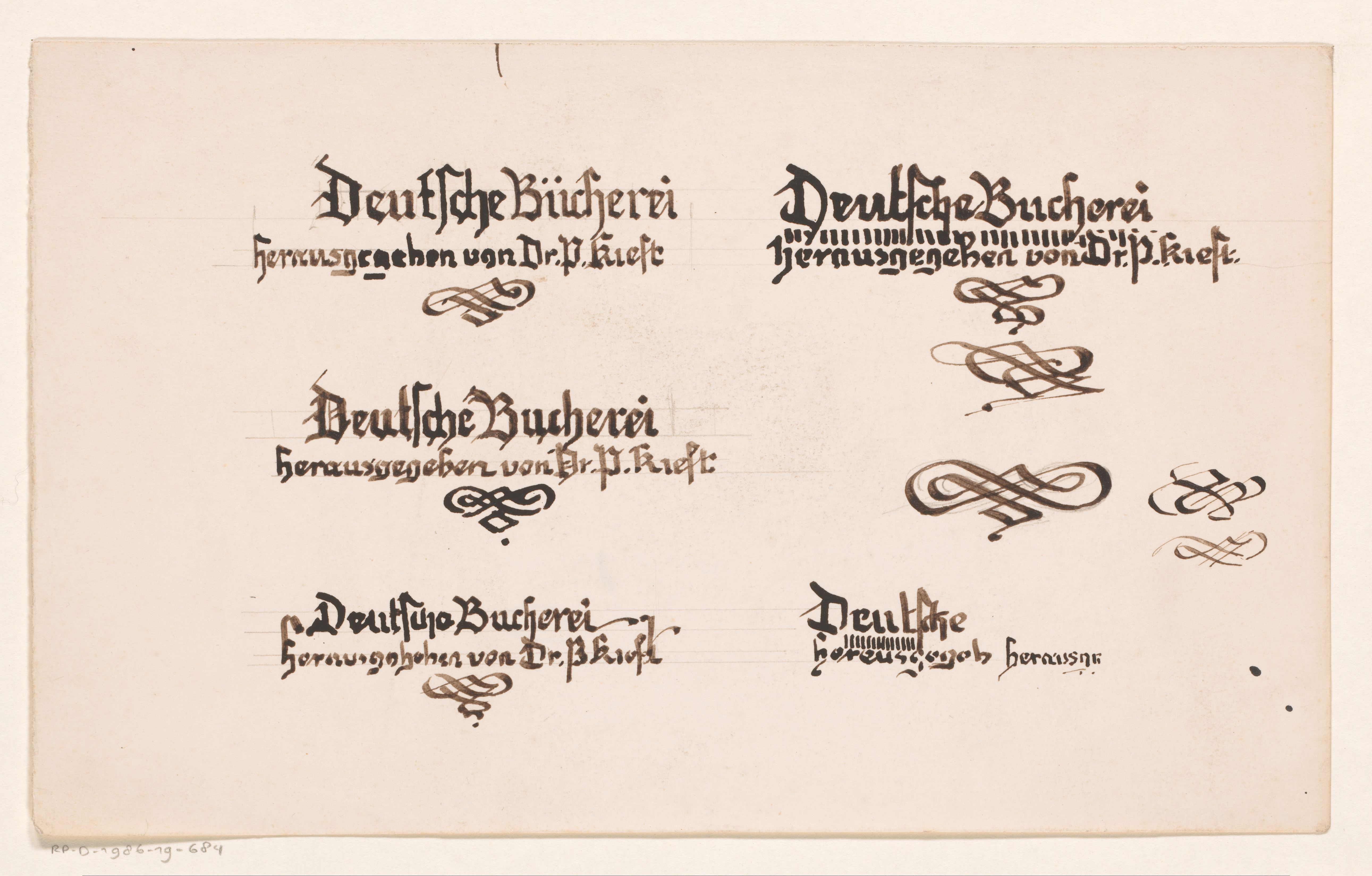
Letterontwerp voor een boek
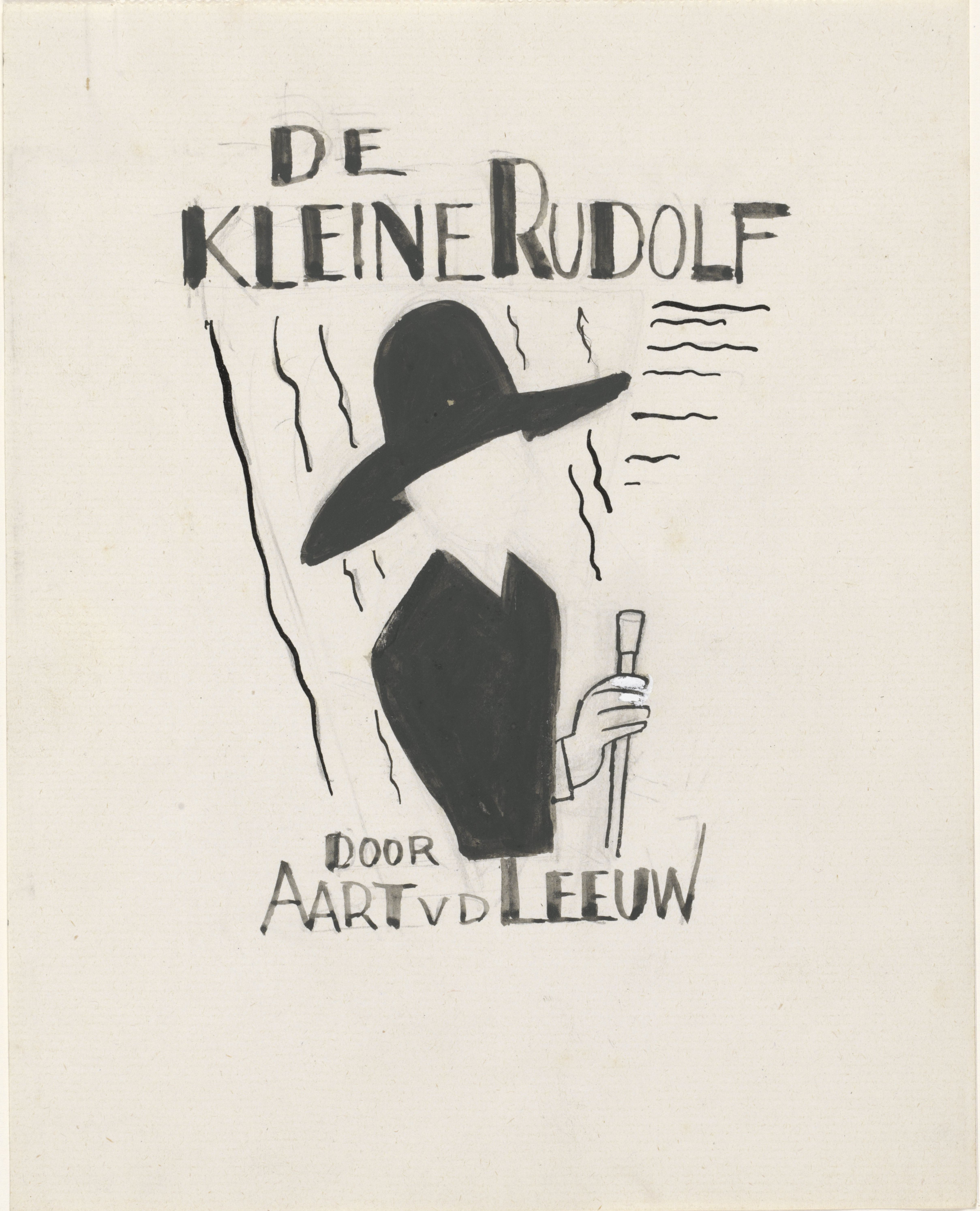
Ontwerp boekband
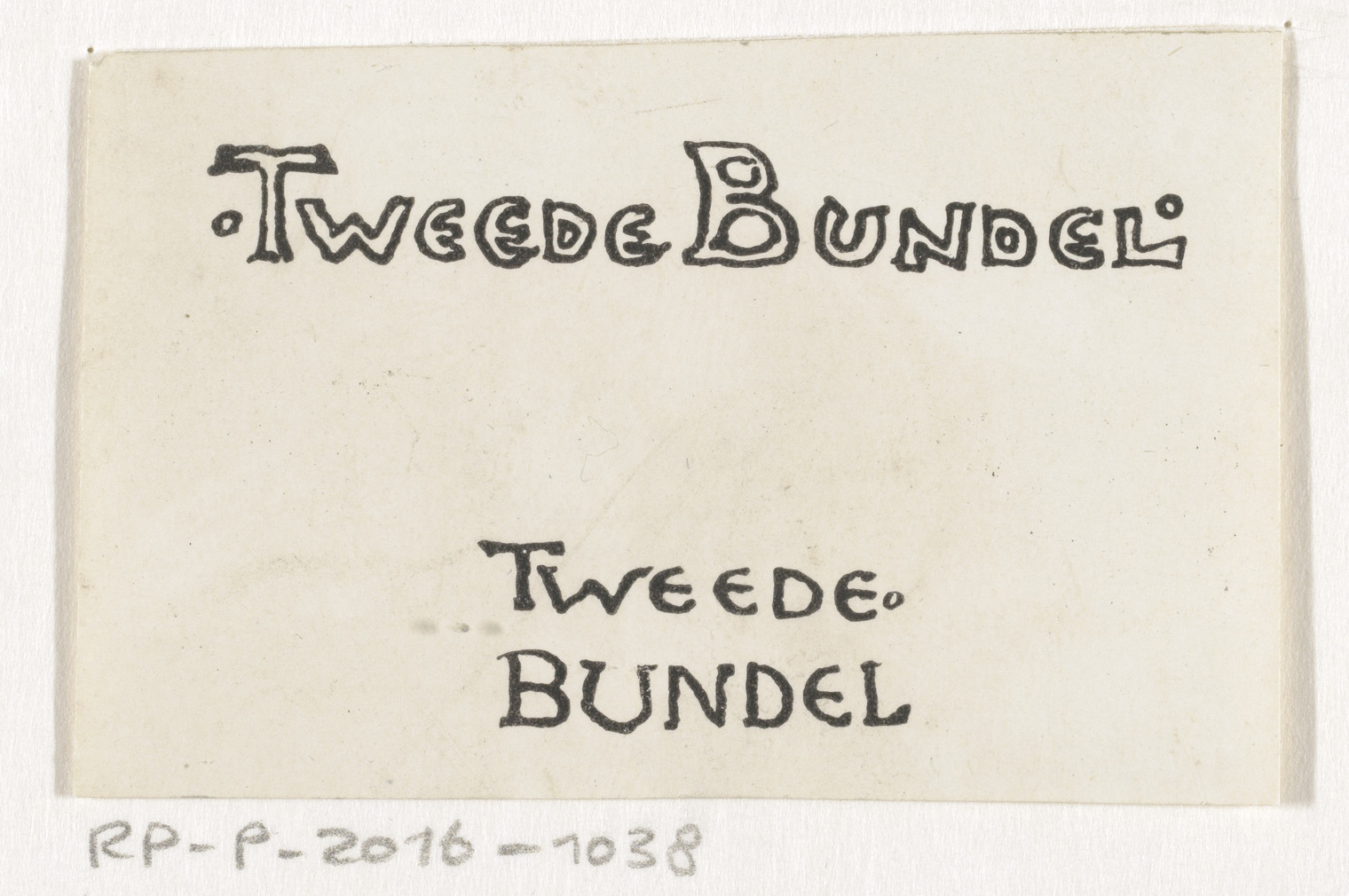
Typografisch ontwerp voor een bundel
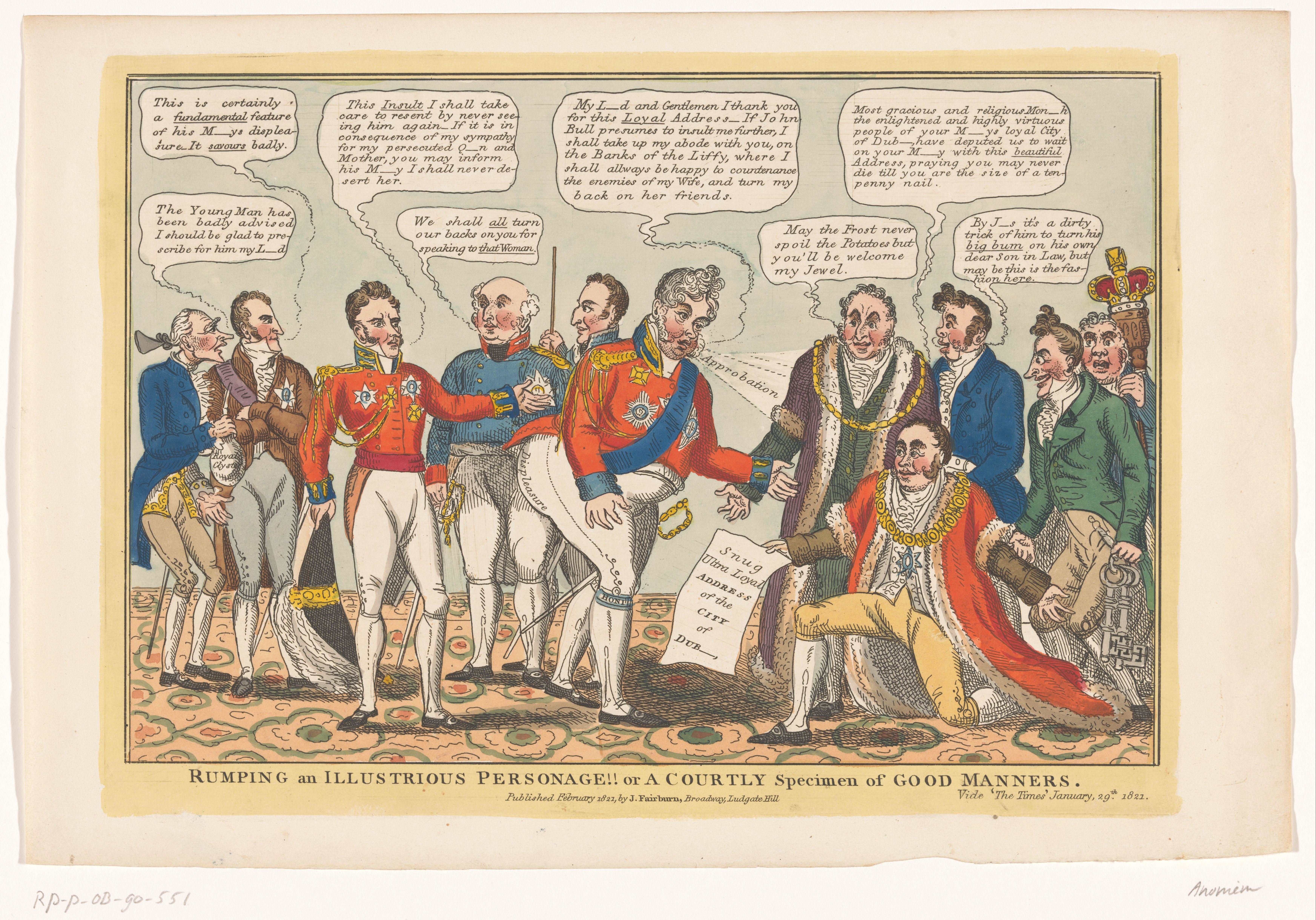
Engelse spotprent met tekstballonnen, 1821